# Dansk skalle, svensk tiger
Dansk skalle, svensk tiger var ett TV-program som producerades av SVT Malmö och sändes i SVT2 inför invigningen av Öresundsförbindelsen år 2000. Programserien bestod av nio program där man åkte runt i en husvagn och besökte olika platser i Öresundsregionen varje program. Programledare var Pernilla Månsson Colt och Olof Engvall. I programmet medverkade även Kenny Åkesson, Karin Karlsson, Helena Petersen och Christoffer Barnekow som reportrar.
Programmet sändes klockan 22.10 onsdag, torsdag och fredag i tre veckor med start den 14 juni 2000. Det sista programmet sändes 30 juni, dagen innan bron skulle invigas.